# 東京海上日動ファイナンス
東京海上日動ファイナンス株式会社（とうきょうかいじょうにちどうファイナンス）は、東京海上日動火災保険の系列会社であり、ディーシーカードのフランチャイジーである。同保険の顧客基盤をもとにディーシーカードの発行をするとともに、個人ローンの保証などの業務を行っている。2012年1月1日、東京海上日動カードサービス株式会社が東京海上日動ローンサービス株式会社を合併し、現商号に変更した。

## 関連会社
- 東京海上日動火災保険
- 三菱UFJニコス